# Hadrothemis vrijdaghi
Hadrothemis vrijdaghi là loài chuồn chuồn trong họ Libellulidae. Loài này được Schouteden mô tả khoa học đầu tiên năm 1934.